# 학예사

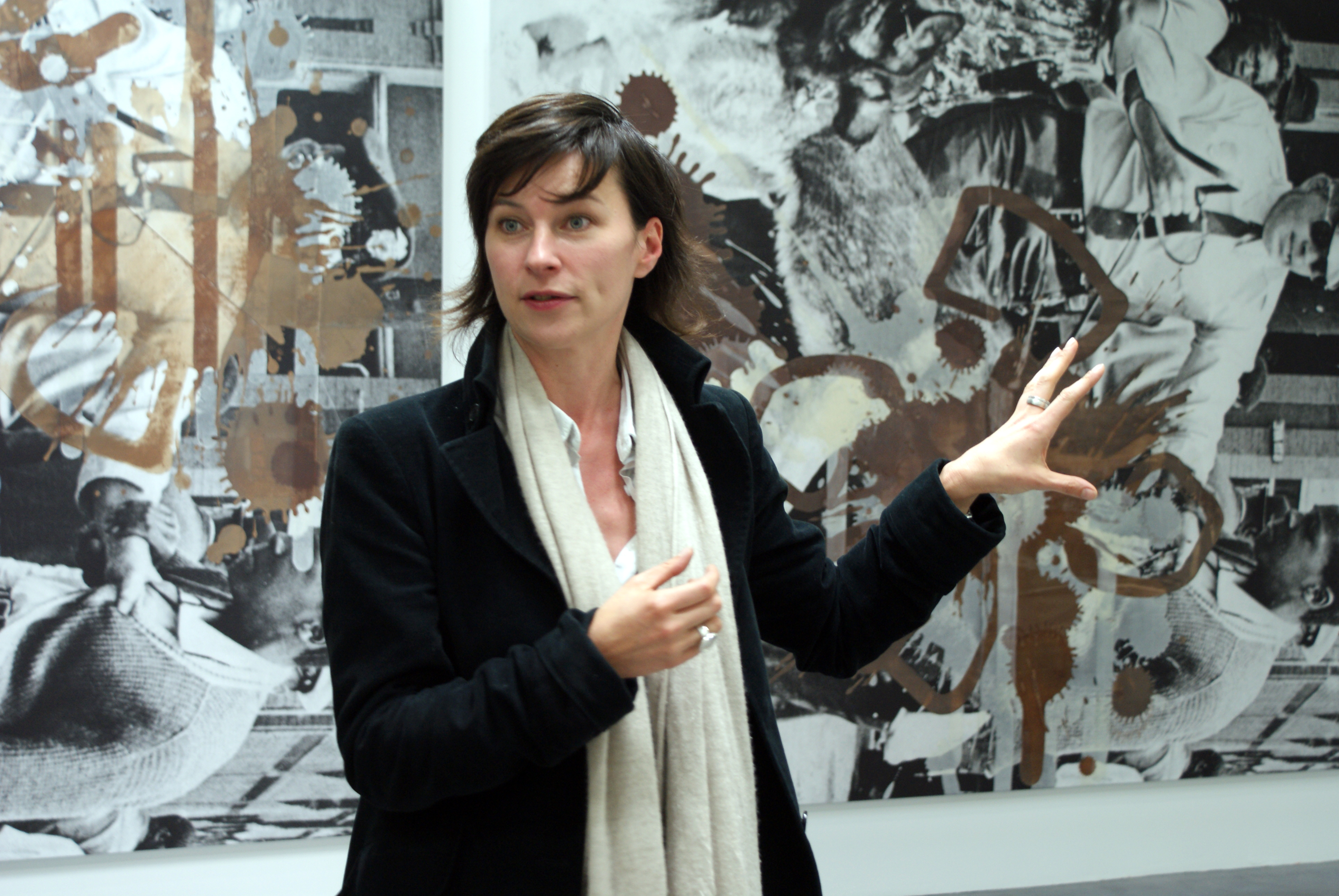
Kelley Walker 전시회의 수석 학예사 Anne Pontégnie

학예사(學藝士, 영어: curator), 학예연구사, 전시기획자 또는 큐레이터는 박물관, 미술관 등에서 작품 등을 수집, 전시 기획 등을 하는 전문 직업이다.
필요한 자질로는 꼼꼼한 성격, 일에 대한 열정과 집중력, 강인한 체력, 외국어 구사 능력, 리더십이 꼽힌다. 3급 정학예사의 자격 요건은 박사학위 취득자로서 경력인정 대상기관에서 1년 이상 실무경력을 쌓아야 한다.

## 같이 보기
- 박물관 및 미술관 준학예사